# 然嘎村
然嘎是位於中國西藏自治区日喀则市萨嘎县內的一个村莊。新藏公路（國道219線）與省道206線交界處附近。